# Louviers (Colorado)
Louviers és una concentració de població designada pel cens dels Estats Units a l'estat de Colorado. Segons el cens del 2000 tenia 237 habitants.

## Demografia
Segons el cens del 2000, Louviers tenia 237 habitants, 100 habitatges, i 67 famílies. La densitat de població era de 82,4 habitants per km².
Dels 100 habitatges en un 30% hi vivien nens de menys de 18 anys, en un 59% hi vivien parelles casades, en un 4% dones solteres, i en un 33% no eren unitats familiars. En el 31% dels habitatges hi vivien persones soles el 10% de les quals corresponia a persones de 65 anys o més que vivien soles. El nombre mitjà de persones vivint en cada habitatge era de 2,37 i el nombre mitjà de persones que vivien en cada família era de 2,97.
Per edats la població es repartia de la següent manera: un 26,6% tenia menys de 18 anys, un 2,5% entre 18 i 24, un 24,1% entre 25 i 44, un 32,1% de 45 a 60 i un 14,8% 65 anys o més.
L'edat mediana era de 44 anys. Per cada 100 dones de 18 o més anys hi havia 102,3 homes.
La renda mediana per habitatge era de 41.932 $ i la renda mediana per família de 68.594 $. Els homes tenien una renda mediana de 47.632 $ mentre que les dones 12.063 $. La renda per capita de la població era de 25.534 $. Cap de les famílies i el 4,1% de la població estaven per davall del llindar de pobresa.

## Poblacions més properes
El següent diagrama mostra les poblacions més properes.